# La Storia – ett krigsöde
La Storia – ett krigsöde (originaltitel: La Storia) är en italiensk historisk dramaserie vars första säsong hade premiär på RAI 1 den 8 januari 2024. Serien som består av åtta avsnitt är baserad på roman Elsa Morantes roman La Storia (Historien på svenska). Serien släpptes på SVT Play den 20 mars 2024.

## Handling
Serien utspelar sig i Rom under andra världskriget och kretsar kring läraren Ida Ramundo. Hon är änka och ensamstående mamma till 15-åriga Nino som gör allt för att dölja sin judiska härkomst. Hon blir utsatt för ett övergrepp av en ung tysk soldat och nio månader senare föder hon en liten pojke, Useppe. Ida tvingas kämpa mot fattigdom och krigets fasansfulla konsekvenser för att rädda sin familj.

## Rollista (i urval)
- Jasmine Trinca – Ida Ramundo
- Francesco Zenga – Antonio "Nino" Mancuso
- Mattia Basciani – Useppe
- Valerio Mastandrea – Remo
- Elio Germano – Giuseppe Cucchiarelli
- Lorenzo Zurzolo – Carlo Vivaldi
- Asia Argento – Santina
- Giselda Volodi – Vilma